# انجمن آموزش عالی مؤسسات جنوب شرق آسیا
انجمن آموزش عالی موسسات جنوب شرق آسیا (ASAIHL) یک سازمان مردم‌نهاد است که در سال ۱۹۵۶ تأسیس شده و هدف آن، کمک به موسسات عضو در جهت تقویت خود و کمک به یکدیگر برای رسیدن به برتری آموزشی، تحقیقاتی، خدمات عمومی و در نهایت کشورهایشان است.

## اعضا
تا سال ۲۰۱۶، ۱۹۸ مؤسسه از ۲۳ کشور از سوئد گرفته تا نیوزیلند و کشورهای انجمن ملل آسیای جنوب شرقی به غیر از لائوس عضو این انجمن شده‌اند.

## بنیانگذاران
بنیانگذار این انجمن افراد ذکر شده از دانشگاه‌های ذیل هستند:
1. سِر نیکولاس اَتیگِیل از دانشگاه سیلان
2. ارتشبد هوایی مانی ام. وِجیانت رانگشریشت از دانشگاه چولالونگکورن
3. دکتر لیندزی راید از دانشگاه هنگ کنگ
4. پروفسور باهدر جوهان از دانشگاه اندونزی
5. سِر سیدنی کِین از دانشگاه مالایا
6. دکتر ویدال ای. تَن از دانشگاه فیلیپینی دیلیمان
7. دکتر تین آونگ از دانشگاه یانگون
8. پروفسور گویِن‌ترین از دانشگاه ملی ویتنام